# Allium hyalinum
Allium hyalinum — вид трав'янистих рослин родини амарилісові (Amaryllidaceae), ендемік центрально-західної й центральної Каліфорнії, США.

## Опис
Цибулини, як правило, 2–20+, збільшені цибулини відсутні або ± дорівнюють материнським цибулинам, від яйцюватих до кулястих, 0.5–1.2 × 0.5–1.2 см; зовнішні оболонки містять 1 або більше цибулин, від сіро-коричневих до коричневих, перетинчасті; внутрішні оболонки жовті або білі. Листки стійкі, в'януть від кінчика в період цвітіння, 2–3; листові пластини півциліндричні або ± жолобчасті, 7–40 см × 1–3 мм, краї цілі. Стеблина стійка, поодинока, прямостійна, циліндрична, 15–45 см × 2–4 мм. Зонтик розсипається після дозрівання насіння, прямостійний, нещільний, 5–25-квітковий, півсферичний, цибулинки невідомі. Квіти зірчасті, 6–10 мм; листочки оцвітини від білих до рожевих, від ланцетно-яйцюватих до широко яйцюватих, ± рівні, краї цілі, верхівки від тупої до округлої. Пиляки жовті або пурпурові; пилок жовтий. Насіннєвий покрив тьмяний. 2n = 14.
Період цвітіння: березень — травень.

## Поширення
Ендемік центрально-західної й центральної Каліфорнії, США.
Населяє важкі, глинисті ґрунти на затінених схилах; 50–1500 м.